# Ellen Gilchrist

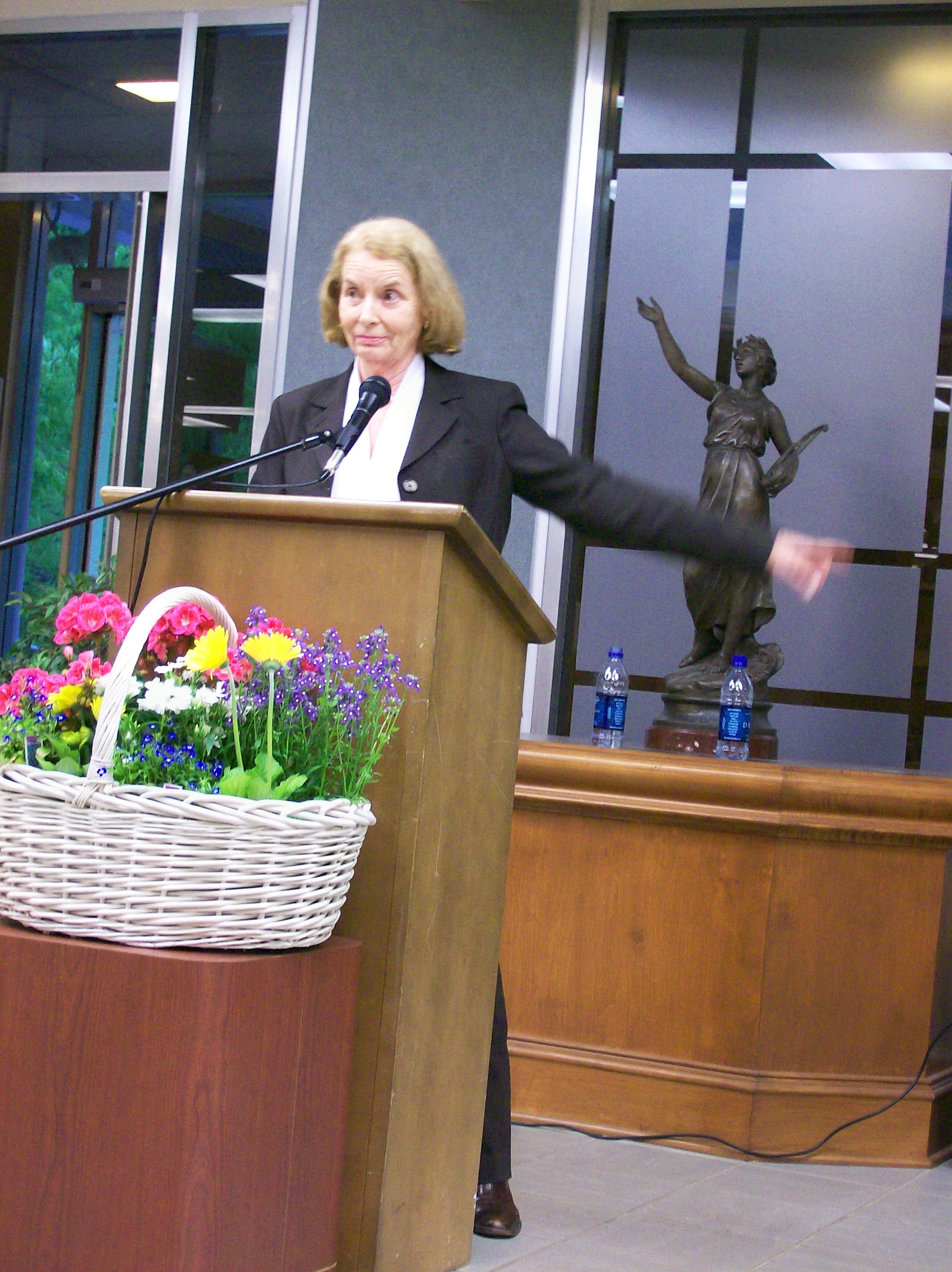
Ellen Gilchrist (2007)

Ellen Gilchrist (* 20. Februar 1935 in Vicksburg, Mississippi; † 30. Januar 2024 in Ocean Springs, Mississippi) war eine US-amerikanische Schriftstellerin.

## Leben
Ellen Gilchrist war die Tochter eines Ingenieurs. Sie verbrachte ihre Kindheit im Mississippi-Delta auf der Plantage ihres Großvaters mütterlicherseits und erhielt durch ihre Mutter einen frühen Zugang zur Literatur. Sie heiratete zum ersten Mal mit 19 Jahren; drei weitere Ehen folgten, die allesamt mit einer Scheidung endeten. 1967 errang sie am Millsaps College in Jackson (Mississippi) den Grad eines „Bachelor of Arts“ in Philosophie. Von 1976 bis 1979 war sie Mitarbeiterin am „Vieux Carre Courier“, einer Zeitung in New Orleans. 1976 nahm sie ein Postgraduierten-Studium an der University of Arkansas in Fayetteville auf und begann mit dem Verfassen literarischer Texte. Nach einem ersten Gedichtband erschienen von ihr seit den Achtzigerjahren in rascher Folge Erzählungsbände und Romane, die meist in den Südstaaten spielen und häufig auf sehr lebhafte und humorvolle Weise Episoden aus dem Leben der fiktiven Großfamilie Manning schildern. Von 1984 bis 1985 war Ellen Gilchrist Nachrichtenredakteurin und Kommentatorin beim „National Public Radio“ in Washington, D.C. Ellen Gilchrist war Mitglied der Authors Guild.

## Auszeichnungen
- 1976 Poetry Award der University of Arkansas
- 1978 Craft in Poetry Award der Zeitschrift New York Quarterly
- 1982 und 1985 Fiction Award der Mississippi Academy of Arts and Sciences
- 1984 American Book Award
- 1984 National Book Award for Fiction[2]
- 1985 J. William Fulbright Prize der University of Arkansas
- 1995 O. Henry Short Story Award

## Werke
- The land surveyor's daughter, Fayetteville, Ark. 1979
- In the land of dreamy dreams, Fayetteville 1981
- The annunciation, Boston 1983
- Victory over Japan, Boston 1984
- Drunk with love, Boston 1986
- Riding out the tropical depression, New Orleans, La. 1986
- Falling through space, Boston 1987
- Two stories, New York 1988
- The Anna papers, Boston 1988
- Light can be both wave and particle, Boston 1989
- I cannot get you close enough, Boston 1990
- Net of jewels, Boston 1992
- Starcarbon, Boston 1994
- Anabasis, Jackson 1994
- The age of miracles, Boston 1995
- Rhoda, Boston 1995
- The courts of love, Boston, Mass. 1996
- Sarah Conley, Boston 1997
- Flights of angels, Boston 1998
- The cabal and other stories, Boston 2000
- Collected stories, Boston 2000
- I, Rhoda Manning, go hunting with my daddy, & other stories, Boston 2002